# شماره یک (فیلم ۱۹۹۴)
شماره یک (انگلیسی: Number One) فیلم هندی تلوگو-زبان، محصول سال ۱۹۹۴ است که نویسندگی و کارگردانی آن را اس. وی. کریشنا ردی برعهده داشت. بازیگران اصلی فیلم کریشنا و سونداریا هستند. این فیلم در گیشه فروش بسیار موفق عمل کرد و در سال ۱۹۹۴، رتبه چهارم پرفروش‌ترین فیلم تلوگو را کسب کرد.